# Лімбе
Лімбе́ (фр. Limbé) ― місто в південно-західній частині Камеруну, популярний морський курорт, порт міжнародного значення в бухті Амбас затоки Біафра. Є адміністративним центром департаменту Фако.

## Історія
Лімбе ― одне з найдавніших колоніальних поселень на території Камеруну, традиційний центр крупного плантаційного господарства. Місто було засновано під назвою Вікторія британським місіонером Альфредом Сакером 1858 року. 1982 року місто набуло сучасної назви.
Від 1884 до 1916 року місто перебувало під протекторатом Німеччини. Відповідно до умов Версальського мирного договору 1919 року було приєднано до англійського колоніального володіння Нігерія. Від жовтня 1961 — у складі Республіки Камерун.

## Пам'ятки
- Гора Камерун (4040 м.) ― один з найбільших вулканічних масивів субсахарської Африки; останні значні виверження відбувались 1999 та 2000 років.
- «Ботанічний і зоологічний сад міста Лімбе», заснований 1892 року.
- Європейські військові кладовища колоніальної доби.
- Острови Амбас, Бота, Мондолі, «Піратський» острів.
- Маяк Г. Нахтігаля ― німецька колоніальна будівля кінця XIX століття.
- Село Дебунджа ― «наймокріше місце Африки».
- «Шоколадний пляж» в районі готелю «Seme Beach».
- Водоспад Бомана.

## Клімат
Місто знаходиться у зоні, котра характеризується мусонним кліматом. Найтепліший місяць — лютий із середньою температурою 25.7 °C (78.3 °F). Найхолодніший місяць — серпень, із середньою температурою 22.9 °С (73.2 °F).
| Клімат Лімбе            | Клімат Лімбе | Клімат Лімбе | Клімат Лімбе | Клімат Лімбе | Клімат Лімбе | Клімат Лімбе | Клімат Лімбе | Клімат Лімбе | Клімат Лімбе | Клімат Лімбе | Клімат Лімбе | Клімат Лімбе | Клімат Лімбе |
| Показник                | Січ.         | Лют.         | Бер.         | Квіт.        | Трав.        | Черв.        | Лип.         | Серп.        | Вер.         | Жовт.        | Лист.        | Груд.        | Рік          |
| Середня температура, °C | 25           | 25,7         | 25,5         | 25,2         | 24,8         | 24           | 23           | 22,9         | 23,4         | 23,8         | 24,4         | 24,7         | 24,4         |
| Норма опадів, мм        | 31.3         | 63.2         | 154          | 204.8        | 253.6        | 352.8        | 523.3        | 538.1        | 449.7        | 341.4        | 125.7        | 32.2         | 3070.1       |
| Днів з опадами          | 5,1          | 8,3          | 15,2         | 18,3         | 20,9         | 22           | 24,7         | 27,1         | 26,4         | 24,5         | 12,3         | 5,7          | 210,5        |
| Вологість повітря, %    | 77.6         | 76.1         | 79.2         | 80.5         | 82.6         | 84.1         | 85.8         | 85.8         | 84.5         | 84.1         | 83.1         | 80.4         | 82           |
| ----------------------- | ------------ | ------------ | ------------ | ------------ | ------------ | ------------ | ------------ | ------------ | ------------ | ------------ | ------------ | ------------ | ------------ |
| Джерело: Weatherbase    |              |              |              |              |              |              |              |              |              |              |              |              |              |